# Чемпионат Европы по дзюдо среди слепых и слабовидящих 2011

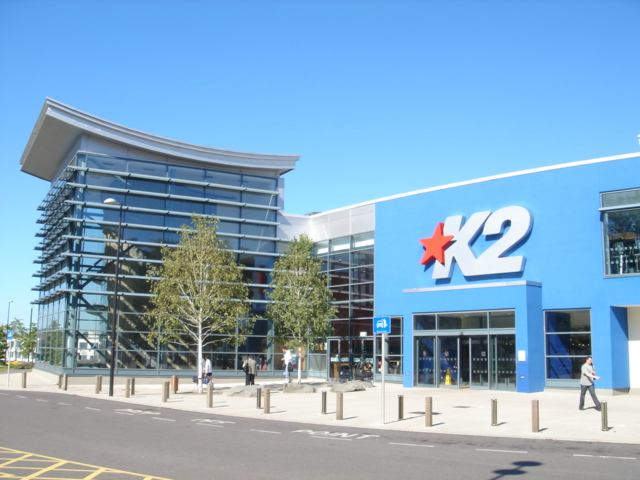
Развлекательный центр K2 — место проведения соревнований

Двенадцатый чемпионат Европы по дзюдо среди слепых и слабовидящих (англ. 2011 IBSA Judo European Championships; проходил с 18 по 20 ноября 2011 года в пригороде Лондона Кроли (Великобритания) в развлекательном центре K2.

## Результаты соревнований

### Мужчины
| Вес       | Золото            | Серебро         | Бронза                  |
| --------- | ----------------- | --------------- | ----------------------- |
| до 60 кг  | Бен Куилтер       | Артём Меркулов  | Сергей Котенко          |
| до 60 кг  | Бен Куилтер       | Артём Меркулов  | Игорь Засядкович        |
| до 66 кг  | Байрам Мустафаев  | Виктор Руденко  | Давид Хорава            |
| до 66 кг  | Байрам Мустафаев  | Виктор Руденко  | Давид Гарсия дель Валье |
| до 73 кг  | Дмитрий Соловей   | Шахбан Курбанов | Люка Клере              |
| до 73 кг  | Дмитрий Соловей   | Шахбан Курбанов | Себастьян Юнк           |
| до 81 кг  | Олександр Косинов | Маттиас Кригер  | Эдуард Тропинов         |
| до 81 кг  | Олександр Косинов | Маттиас Кригер  | Абель Васкес            |
| до 90 кг  | Сем Ингрем        | Оливье Кюньон   | Олександр Поминов       |
| до 90 кг  | Сем Ингрем        | Оливье Кюньон   | Олег Крецул             |
| до 100 кг | Владимир Федин    | Закир Мислимов  | Керим Сардаров          |
| до 100 кг | Владимир Федин    | Закир Мислимов  | Оливер Упман            |
| от 100 кг | Ильхам Закиев     | Жульен Турин    | Александр Парасюк       |
| от 100 кг | Ильхам Закиев     | Жульен Турин    | Гайдар Гайдаров         |